# William L. Read
William L. Read (ur. 8 lipca 1926 w Brooklynie, zm. 16 stycznia 2007 w Easton) – amerykański wojskowy, wiceadmirał United States Navy, dowódca sił nawodnych Floty Atlantyckiej.

## Życiorys
William L. Read, syn Reginalda i Marthy, ukończył Akademię Marynarki Wojennej w 1949 roku. W czasie służby wojskowej obejmował różne stanowiska liniowe i sztabowe, był między innymi dowódcą niszczyciela eskortowego „Van Voorhis” i niszczyciela rakietowego „King”, eskadrą niszczycieli eskortowych, by ostatecznie zostać dowódcą sił nawodnych Floty Atlantyckiej. Ponadto pełnił wiele funkcji sztabowych, w dowództwie sił sojuszniczych w Europie, biurze Szefa Operacji Morskich oraz Sekretarza Obrony. Służył W Europie, Afryce oraz na Dalekim Wschodzie, brał udział w wojnie wietnamskiej. Ukończył Naval War College, Industrial College of the Armed Forces oraz uzyskał dyplom George Washington University.
Był odznaczony między innymi Navy Distinguished Service Medal, Legion of Merit oraz Navy Commendation Medal. Przeszedł w stan spoczynku w stopniu wiceadmirała (Vice Admiral) w 1979 roku. W cywilu pracował między innymi w zarządach Lone Star Industries, Preston Corporation, Olin Corporation oraz Bairnco Corporation. Był także aktywnym działaczem społecznym. Zamieszkał na stałe w Easton w stanie Maryland, gdzie zmarł w 2007 roku po długiej chorobie.